# Serial ATA International Organization
Serial ATA International Organization (SATA-IO) – organizacja utworzona w 2004 roku przez grupę firm, które wcześniej prowadziły badania nad nowym standardem interfejsu dysków twardych – SATA. Obecnie zrzesza różne firmy zainteresowane upowszechnianiem oraz utrzymywaniem standardów SATA.

## Członkowie organizacji
Organizacja zrzesza ponad 100 różnych firm zainteresowanych technologiami związanymi z SATA. Wśród członków zarządu i kierowników  grup roboczych są pracownicy następujących firm:
- Dell
- Hewlett-Packard
- HGST
- Intel
- LSI Corporation
- Marvell
- PMC-Sierra
- SanDisk
- Seagate Technology
- Tektronix
- Western Digital